# Gunomeria macrodactylus
Gunomeria macrodactylus är en stekelart som först beskrevs av Holmgren 1856.  Gunomeria macrodactylus ingår i släktet Gunomeria och familjen brokparasitsteklar. Inga underarter finns listade i Catalogue of Life.